# Martindale (eenheid)
De Martindale is een eenheid waarmee de slijtvastheid van textiel kan worden uitgedrukt. Dit maakt het mogelijk om de verwachte levensduur van verschillende stoffen met elkaar te vergelijken, bijvoorbeeld bij gebruik als bekleding van zitmeubilair. Een hoger Martindale-getal of een hogere Martindale-waarde staat voor een hogere slijtvastheid.

## Testmethode
De Martindale-test wordt afgenomen door middel van een machine die de stof kunstmatig aan wrijving blootstelt. Stukken stof worden in de machine vastgeklemd, en vervolgens wordt er een schurend oppervlak rondbewogen tegen de stof in de vorm van een lissajousfiguur. Zo wordt slijtage vanuit alle richtingen gesimuleerd, weliswaar alleen in het platte vlak. Alhoewel er niet specifiek wordt getest op het gebied van rekken, buigen of vouwen, kan de stof tijdens de test wel opgerekt worden als deze door het ruwe vlak enigszins wordt meegetrokken.
Het is mogelijk om aan textiel verwante stoffen te testen, zoals leer, rubber, vloerbedekking en andere non-wovens, of om de test uit te voeren op nat textiel.
Het aantal bewegingen van de machine dat de stof kan weerstaan voordat de stof versleten is, is het Martindale-getal. Dit wordt afgerond in stappen van 5000. Wat men verstaat onder 'versleten' is subjectief: het kan gaan om het verlies van glans, het ontstaan van gaten, of om het pillen van de stof, dat wil zeggen de ongewenste vorming van pluisbolletjes. Ook het wegslijten van de kleurstof door een mechanische oorzaak kan getest worden. De Martindale-test zegt niets over de lichtechtheid van een stof. Daarvoor is bijvoorbeeld de blauwewolstandaard bedacht.

## Geschiedenis
De eenheid is vernoemd naar de Britse bedenker van de testmethode, dr. James Graham Martindale, destijds werkzaam bij de Wool Industries Research Association, en hij publiceerde zijn idee in 1942. De inspiratie voor het testpatroon in de vorm van een lissajousfiguur zou hij hebben gekregen van spinmachines die in dit patroon werkten.
Later is de Martindale-test vastgelegd in de standaarden ISO 12947-1 en ASTM D4966.